# Hyperippe (Tochter des Danaos)
Hyperippe (altgriechisch Ὑπερίππη Hyperíppē, die handschriftliche Überlieferung bietet Ὑπερίπτη Hyperíptē) ist in der griechischen Mythologie eine Tochter des Danaos, des Königs von Libya, und der Krino. Sie zählt daher zu den Danaiden.
Bei der Massenhochzeit der 50 Töchter des Danaos mit den 50 Söhnen des Aigyptos, bei der das Los über die Paarbildungen entschied, wurde ihr Hippokorystes, der Sohn der Hephaistine, als Gemahl zugewiesen. Wie der Großteil ihrer Schwestern auch tötete sie ihren Ehemann in der Hochzeitsnacht.